# Opting-out (Schweizer Börsengesetz)
Im Schweizer Finanzmarktinfrastrukturgesetz (FinfraG) besteht die Möglichkeit, dass eine börsenkotierte Gesellschaft in ihren Statuten eine sogenannte Opting-out-Klausel aufnimmt (Art. 125 Abs. 3 und 4 FinfraG). Diese Klausel bewirkt, dass ein Übernehmer entgegen Art. 135 FinfraG kein öffentliches Kaufangebot an alle Besitzer von Beteiligungspapieren machen muss (so genanntes Pflichtangebot), obschon er den Schwellenwert von 33 1/3 % der Stimmrechte überschreitet. Dadurch ist es möglich, dass die Kontrolle an einer börsenkotierten Gesellschaft an den Käufer eines dominierenden Anteils von Beteiligungspapieren übergeht, ohne dass die übrigen Besitzer von Beteiligungspapieren miteinbezogen werden müssen. Dieses Selbstbestimmungsrecht von Schweizer Firmen stellt international ein Unikum dar. In Einzelfällen kann die Schweizer Übernahmekommission im Rahmen einer transaktionsspezifischen Opting-out-Klausel einen Investor von der Pflicht zum Übernahmeangebot an alle Aktionäre entbinden. Dies geschah bei einer Kapitalerhöhung bei Swiss Steel im April 2024, als Ankeraktionär Martin Haefner seinen Anteil durch Zeichnung des Grossteils der neu herauszugebenden Aktien dieses Unternehmen in einer Notsituation retten wollte.
Bei Bestehen einer Opting-out-Klausel kann somit bei einer Firmenübernahme den bisherigen Hauptaktionären (Ankeraktionären) eine Kontrollprämie bezahlt werden. Ein Fallbeispiel war die Übernahmeofferte der Firma Saint-Gobain für das Schweizer Unternehmen Sika AG. In diesem Fall hätte der Übernehmer durch Kauf von nur 16,1 % des Aktienkapitals eine Stimmenmehrheit von 52,4 % übernehmen können. Vom hohen Übernahmepreis hätten nur die Familien-Ankeraktionäre profitiert, während die Mehrheit der übrigen Aktionäre kein gleichwertiges Angebot erhalten hätten. Inzwischen wurde dieser Übernahmestreit durch einen Kompromiss beigelegt.
Laut Berichterstattung in Zusammenhang mit der geplanten Übernahme von Sika AG hatten Ende 2014 noch 44 börsenkotierte Schweizer Unternehmen eine derartige Opting-out-Klausel in ihren Statuten. Die Ethos-Stiftung fordert von den betroffenen Unternehmen, dass sie die Opting-out-Klauseln aus ihren Statuten entfernen. Nachdem im Schweizer Parlament verschiedene Vorstösse gemacht wurden, um die entsprechende Gesetzgebung zu ändern, liess der Bundesrat verlauten, dass die Regelung bezüglich Stimmrechtsaktien und Opting-out-Klausel beibehalten werden soll.
Als Rechtfertigung für die Opting-out-Klausel bei familiengeführten Unternehmen wird auf Langfristvergleichsstudien verwiesen, welche zeigen, dass familiengeführte Unternehmen in der Regel profitabler und am Markt besser bewertet sind als Unternehmen im Streubesitz. Daraus wird abgeleitet, dass Kleinaktionäre deshalb Stimmrechtsaktien mit mehr Stimmrechten pro Kapitaleinsatz als die übrigen Aktien oder Partizipationsscheine wie auch Opting-out-Klauseln akzeptieren.
Kleinanlegern wird jedoch in einer Publikation für Schweizer Anleger empfohlen, keine Aktien von Unternehmen zu kaufen, welche sowohl eine Opting-out-Klausel wie auch bevorzugte Stimmrechtsaktien aufweisen.